# Ly Seppel

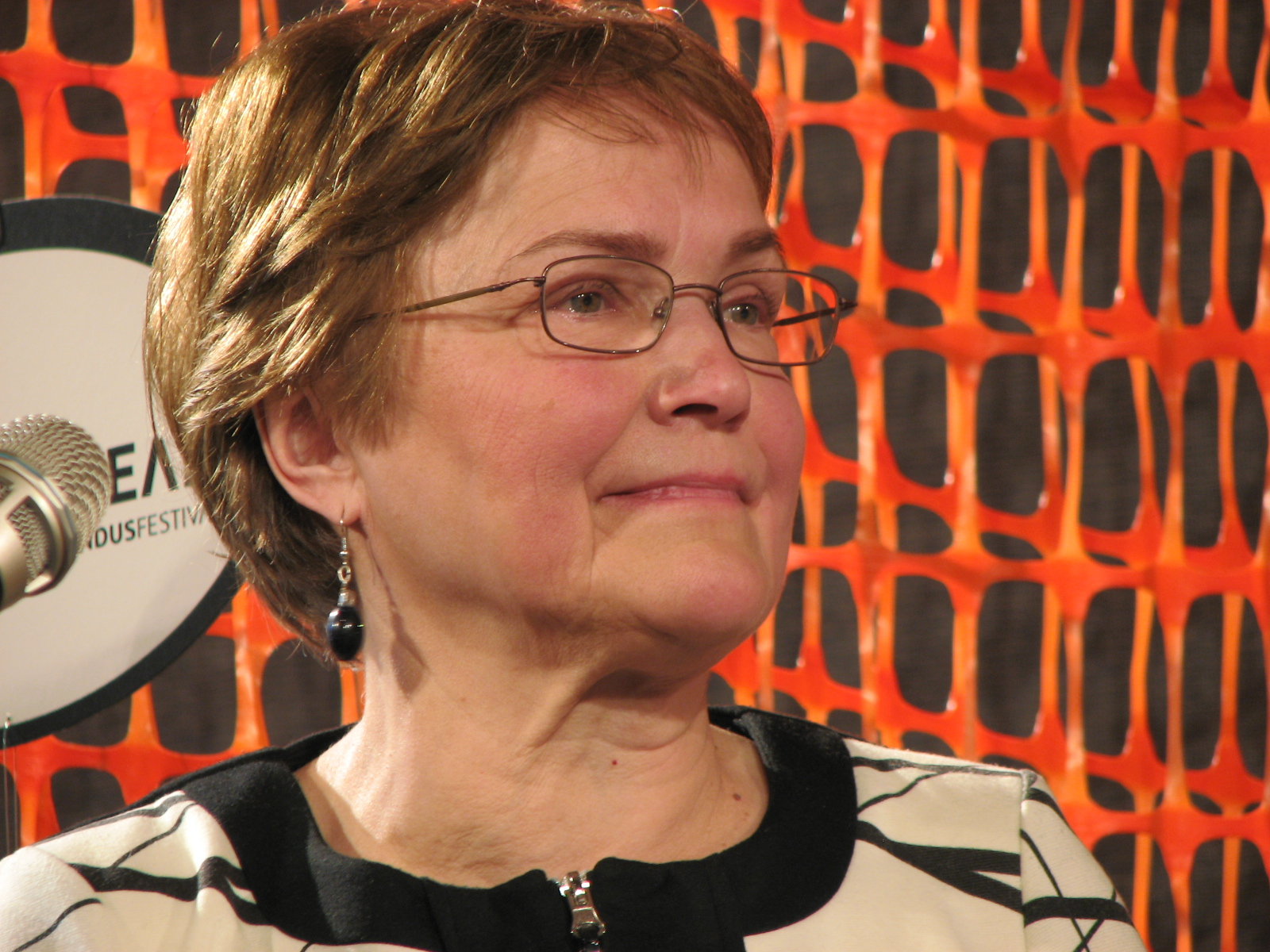
Ly Seppel (2011)

Ly Seppel (* 30. April 1943 in Haapsalu) ist eine estnische Dichterin und Übersetzerin.

## Leben
Ly Seppel wurde in der westestnischen Stadt Haapsalu an der Ostseeküste geboren. Sie schloss 1967 ihr Studium der Estnischen Philologie an der Staatlichen Universität Tartu (TRÜ) ab. Seppel studierte in Baku und in Moskau Türkisch. Seit 1974 lebt sie als freiberufliche Schriftstellerin im mittelestnischen Rapla.
Später studierte sie auch Psychotherapie am Gestalt Institute of Scandinavia im dänischen Holbæk. Sie ist als Psychologin und Psychotherapeutin tätig.

## Autorin
Seppel schriftstellerisches Debüt fand 1965 als Mitglied der sogenannten „Kassettengeneration“ (Kassetipõlvkond) statt, einem losen Zusammenschluss estnischer Schriftsteller. Der literarische Zirkel gab im Tauwetter der Chruschtschow-Zeit zwischen 1962 und 1968 insgesamt fünf Lyrik- und Prosasammlungen als „Kassetten“ heraus. In der dritten Kassette erschienen Ly Seppels Gedichte aus den Jahren 1960 bis 1964 unter dem Titel Igal hommikul avan peo.
Seppel ist vor allem durch ihre Prosa für Kinder und ihre Gedichte in Estland bekannt geworden. Daneben ist sie als Lyrikübersetzerin aus verschiedenen Turksprachen (Türkisch, Aserbaidschanisch, Usbekisch, Kasachisch, Tatarisch und Turkmenisch), dem Russischen sowie dem Finnischen in Erscheinung getreten. Mit ihrem Ehemann übersetzte sie 1984 aus dem Russischen eine Auswahl von Geschichten aus Tausendundeiner Nacht ins Estnische.

## Werke

### Lyriksammlungen
- Igal hommikul avan peo (1965)
- Ma kardan ja armastan (1973)
- Varjuring ümber tule (1974)
- Ajasära (2003)

### Kinderbücher
- Kaarini ja Eeva raamat (1981)
- Unenäoraamat (Miniaturen, 1984)

## Auszeichnungen
- 2007 Jahrespreis der Stiftung Eesti Kultuurkapital für die Übersetzung von Orhan Pamuks Schnee ins Estnische

## Privatleben
Ly Seppel heiratete 1975 den estnischen Dichter Andres Ehin. Das Paar hat drei Töchter. Die bekannteste ist die Lyrikerin Kristiina Ehin (* 1977).